# 弗里瑟奈姆
弗里瑟奈姆（法語：Friesenheim，法語發音：[fʁizənaim] ⓘ）是法国下莱茵省的一个市镇，属于塞莱斯塔-埃尔什泰因区。 

## 地理
弗里瑟奈姆（48°18'35"N, 7°40'15"E）面积12.03 平方千米，位于法国大東部大區下莱茵省，该省份为法国大陆部分最东部的省份，是阿尔萨斯的一部分，今与上莱茵省组成了阿尔萨斯欧洲集体，其南至上莱茵省，西南接孚日省和默尔特-摩泽尔省，西接摩泽尔省，北与德国接壤。
与弗里瑟奈姆接壤的市镇（或旧市镇、城区）包括：宾德奈姆、博夫宰姆、迪博尔赛姆、里诺、罗斯费尔德、维特奈姆。
弗里瑟奈姆的时区为UTC+01:00、UTC+02:00（夏令时）。

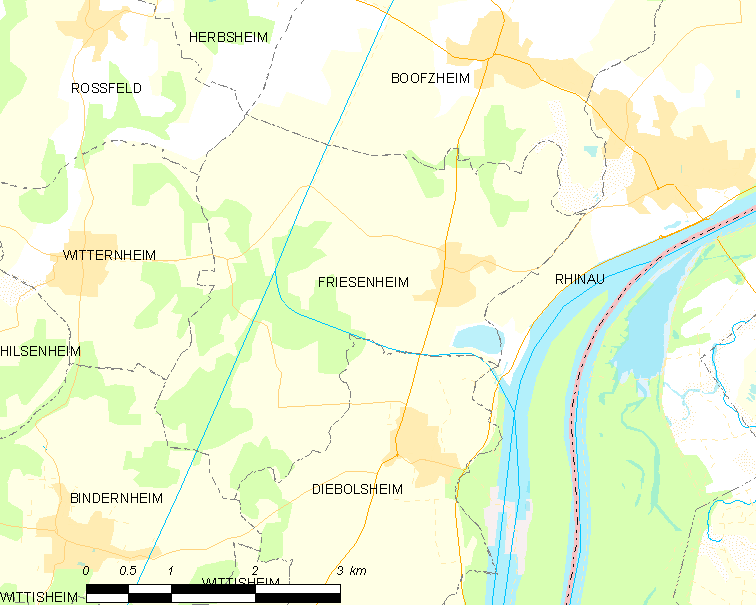
弗里瑟奈姆的OSM定位图

## 行政
弗里瑟奈姆的邮政编码为67860，INSEE市镇编码为67146。

## 政治
弗里瑟奈姆所属的省级选区为埃尔什泰因区。

## 人口

1962-2008年间弗里瑟奈姆人口变化图示

弗里瑟奈姆于2022年1月1日时的人口数量为617人。